# Sistema Integrado de Gestión Operativa, Análisis y Seguridad Ciudadana
El Sistema Integrado de Gestión Operativa, Análisis y Seguridad Ciudadana, abreviado SIGO, es un sistema de información de la Guardia Civil española en funcionamiento desde 2006 que centraliza la información y la operativa diaria del cuerpo, almacenando información procedente de distintas fuentes. Es un sistema desarrollado y mantenido por un equipo mixto de la Guardia Civil y la consultora atSistemas.

## Controversia

### Protección de datos
SIGO fue criticado en el Congreso de los Diputados por el diputado de Amaiur Jon Iñarritu alegando que este supuestamente se utilizaría para almacenar datos en identificaciones indiscriminadas. La Agencia Española de Protección de Datos resolvió que "las identificaciones son selectivas y de interés policial, no realizándose de forma indiscriminada ni conforme a un cupo por agente.